# Mit Leib und Seele (Fernsehserie)
Mit Leib und Seele ist eine deutsche Fernsehserie, die zwischen September 1989 und Juli 1993 im ZDF lief. In 51 Episoden drehte sich die Handlung um den engagierten katholischen Pfarrer Dr. Dr. Adam Kempfert, gespielt von Günter Strack, der die vielen Alltags- und Gesellschaftsprobleme (u. a. Krankheit, Alkoholismus, Arbeitslosigkeit) der Bewohner der fiktiven Kleinstadt Eberfeld in der Nähe von Frankfurt am Main lösen muss. Durch die zahlreichen menschlichen Abgründe, in die er blickt und die von Intrigen, Ausgrenzung, Gewalt bis hin zu Missbrauch handeln, sowie nicht zuletzt durch das fehlende Interesse der Bevölkerung an der Kirche gerät er dabei immer wieder in Gewissenskonflikte, verliert seinen Glauben aber letztlich nie. Zudem hält er in einzelnen Folgen kritische Ansprachen zum Zustand der Gesellschaft und der Kirche, womit er sich indirekt auch an die Zuschauer selbst wendet.
Die Serie wurde von 1987 bis 1992 im Auftrag des ZDF von der Hamburger Objectiv Film GmbH in Großostheim, einer an der hessisch-bayerischen Grenze gelegenen Marktgemeinde aufgezeichnet. Regie führte Hartmut Griesmayr, Autor der Serie war Michael Baier; für die Kamera zuständig war Charly Steinberger, die Musik komponierte Roland Baumgartner.

## Folgen

### Erste Staffel
- 1. Himmel und Hölle (Erstausstrahlung am 5. September 1989)
- 2. Der erste Stein (9. September 1989)
- 3. Das alte Kamel (16. September 1989)
- 4. Die halbe Wahrheit (23. September 1989)
- 5. Der lächelnde König (30. September 1989)
- 6. Die spanische Überraschung (7. Oktober 1989)
- 7. Der fliegende Bruder (14. Oktober 1989)
- 8. Der krumme Weg (21. Oktober 1989)
- 9. Die traurige Witwe (28. Oktober 1989)
- 10. Das schlechte Gewissen (4. November 1989)
- 11. Das arme Schwein (11. November 1989)
- 12. Die dunkle Vergangenheit (18. November 1989)
- 13. Das liebe Leben (25. November 1989)

### Zweite Staffel
- 14. Die innere Stimme (13. Oktober 1990)
- 15. Das kalte Herz (20. Oktober 1990)
- 16. Die einzige Chance (27. Oktober 1990)
- 17. Die heimliche Leidenschaft (3. November 1990)
- 18. Die haarscharfe Logik (10. November 1990)
- 19. Die kleine Nußschale (17. November 1990)
- 20. Die liebestollen Girls (24. November 1990)
- 21. Der arme Hiob (1. Dezember 1990)
- 22. Die linke Hand (8. Dezember 1990)
- 23. Die verzweifelte Tat (15. Dezember 1990)
- 24. Die letzte Frage (22. Dezember 1990)
- 25. Der schmale Weg (29. Dezember 1990)
- 26. Der liebe Gott (5. Januar 1991)

### Dritte Staffel
- Special: Das größte Fest des Jahres – Weihnachten bei unseren Fernsehfamilien (26. Dezember 1991)
- 27. Der hoffnungslose Fall (15. Februar 1992)
- 28. Das salomonische Urteil (22. Februar 1992)
- 29. Der lustige Tag (29. Februar 1992)
- 30. Die armen Teufel (7. März 1992)
- 31. Die letzte Chance (14. März 1992)
- 32. Die bunten Pillen (21. März 1992)
- 33. Die verirrten Schafe (28. März 1992)
- 34. Die halbe Million (4. April 1992)
- 35. Das arme Rotkäppchen (11. April 1992)
- 36. Das schleichende Gift (18. April 1992)
- 37. Die verbotene Liebe (25. April 1992)
- 38. Der einzige Mensch (2. Mai 1992)
- 39. Die große Überraschung (9. Mai 1992)

### Vierte Staffel
- 40. Der arme Hund (29. April 1993)
- 41. Die nackte Existenz (6. Mai 1993)
- 42. Der unheimliche Gast (13. Mai 1993)
- 43. Das große Rätsel (27. Mai 1993)
- 44. Der fremde Deutsche (17. Juni 1993)
- 45. Die rote Nase (3. Juni 1993)
- 46. Die geheime Mission (24. Juni 1993)
- 47. Der grausige Verdacht (1. Juli 1993)
- 48. Die intelligente Frau (8. Juli 1993)
- 49. Die drei Zentimeter (15. Juli 1993)
- 50. Die wahre Lüge (22. Juli 1993)
- 51. Der wilde Honig (29. Juli 1993)

## DVD-Veröffentlichung
Am 27. August 2008 erschien die erste Staffel von ARD Video auf vier DVDs mit einer Laufzeit von insgesamt 585 Minuten. Die zweite Staffel erschien am 25. Februar 2009, die dritte am 14. August 2009 – gleichzeitig wurden auch die DVDs der ersten und zweiten Staffel neu aufgelegt. Die Herausgabe der vierten Staffel wurde laut Studio Hamburg wegen sinkender Käuferzahlen der vorherigen Staffeln aufgegeben.
Das Special Das größte Fest des Jahres – Weihnachten bei unseren Fernsehfamilien wurde bereits am 8. Oktober 2007 als Bonusmaterial mit der dritten DVD-Staffel der Serie Die Schwarzwaldklinik veröffentlicht.

## Kuriosa
- Die Film-Gemeinde Eberfeld wurde im Umkreis von Frankfurt und im Bistum Limburg angesiedelt. Dennoch wurden Fahrzeuge mit dem Kfz-Kennzeichen des hessischen Main-Kinzig-Kreis (damals HU) benutzt, der großteils dem Bistum Fulda angehört. Bei Fahrten nach Limburg nähern sich die Fahrzeuge dem Dom aus Richtung Norden und nicht – von Frankfurt kommend – von Süden her.
- Die Innenaufnahmen fanden tatsächlich im Bischöflichen Ordinariat in Limburg statt. Als Eingang zum Ordinariat dient allerdings die Tür zum Stadtarchiv Limburg im Hof des Limburger Schlosses.
- Die – damals noch vierstellige – Postleitzahl Eberfelds beginnt mit der Zahl 66, die ganz dem Saarland vorbehalten war.